# Грос Полцин
Грос Полцин (њем. Groß Polzin) општина је у њемачкој савезној држави Мекленбург-Западна Померанија. Једно је од 89 општинских средишта округа Остфорпомерн. Према процјени из 2010. у општини је живјело 471 становника. Посједује регионалну шифру (AGS) 13059027.

## Географски и демографски подаци
Грос Полцин се налази у савезној држави Мекленбург-Западна Померанија у округу Остфорпомерн. Општина се налази на надморској висини од 19 метара. Површина општине износи 29,4 km². У самом мјесту је, према процјени из 2010. године, живјело 471 становника. Просјечна густина становништва износи 16 становника/km².